# Filosofo

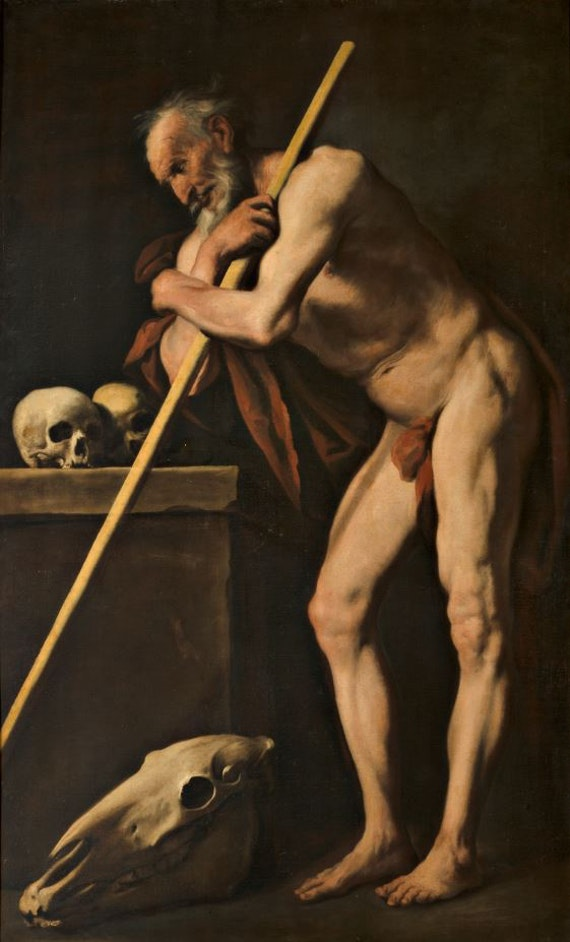
Il filosofo, di Pietro Della Vecchia (XVII secolo)

Il filosofo, nella definizione più generica, è colui che professa e/o mette in atto una filosofia, cioè, una dottrina, elaborata attraverso un'autonoma indagine razionale, in parte originale e in parte che si richiama, in accordo o in contrasto, ai pensatori che lo hanno preceduto nella storia della filosofia, su aspetti universali, teoretici e pratici, della vita umana.
Nel senso comune, il lemma viene riferito a una persona da molti valutata come portatore di una naturale saggezza, spesso frutto di personali esperienze, e in grado di vivere ogni condizione esistenziale, specie di fronte agli eventi dolorosi, con tranquillo distacco o rassegnazione, riproponendo in questo modo, spontaneamente e implicitamente, gli insegnamenti dello stoicismo.

## La datazione del termine
Sebbene Talete, astronomo e matematico, fosse considerato da Aristotele il primo filosofo della tradizione greca la datazione del primo utilizzo del termine greco antico philosophia e dei suoi derivati philosophos (filosofo) e philosophein (filosofare) risulta controversa e risale alla prima elaborazione conosciuta sull'argomento condotta da Platone nel suo Simposio.
La maggioranza degli studiosi ritiene che tali termini non possano essere fatti risalire ai presocratici del VII e VI secolo a.C. e per alcuni autori nemmeno a Pitagora o ad Eraclito.
Nella tradizione, Pitagora viene indicato infatti come il creatore del termine "filosofo" quando avvertiva che l'uomo può solo essere amante del sapere ma mai possederlo del tutto, poiché questo appartiene interamente soltanto agli dei

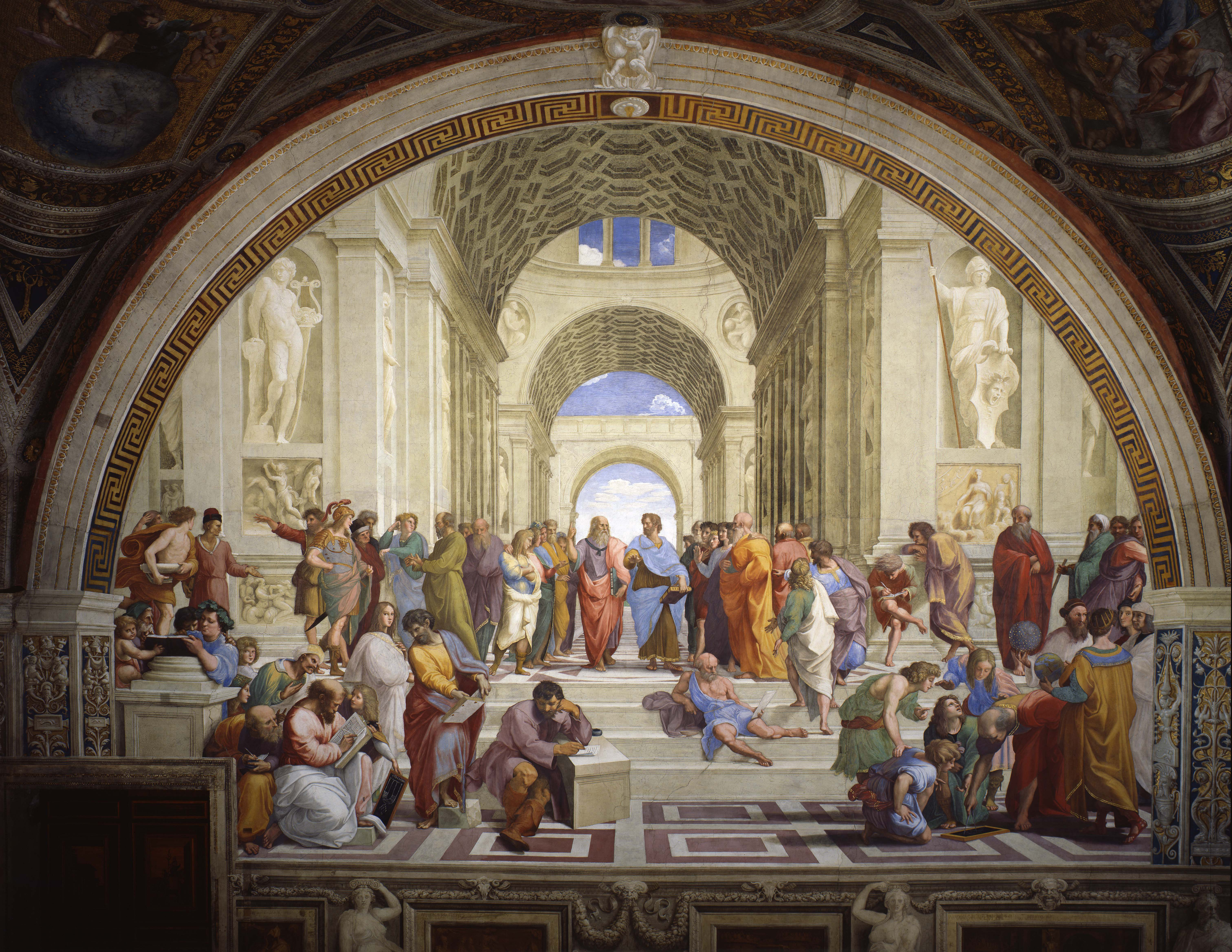
Scuola di Atene, affresco di Raffaello Sanzio, 1511

Secondo Pierre Hadot: 
Il filosofo quindi compare storicamente per la prima volta in Occidente nelle libere colonie ioniche quando per le necessità della navigazione e dei commerci la spiegazione mitica dei fenomeni naturali non aveva più senso. In questo periodo nasce la prima struttura della polis democratica greca che assieme con la filosofia, dopo la conquista persiana delle colonie, si trasferirà, dopo aver sopraffatto il vecchio regime aristocratico conservatore, nella madrepatria, facendo di Atene la capitale della filosofia e della libertà greca. La figura del filosofo si collega quindi alla realizzazione di precise condizioni storiche, quando cioè si attuino libere costituzioni e si formi la consapevolezza «di essere cittadini di una comunità politica, cioè della necessità di agire eticamente, secondo un profilo di condotta morale e giuridica in cui si compie gradualmente la libertà dell'individuo». Ma anche in assenza della libertà politica il filosofo, inteso come cultore di saggezza, è libero:

## Il problema della definizione

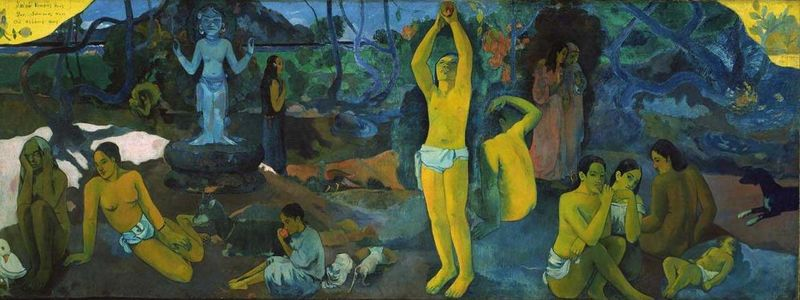
Da dove veniamo? Chi siamo? Dove andiamo?, Paul Gauguin (1848–1903)

Secondo Robert Audi non è possibile definire cosa sia effettivamente la filosofia e chi la rappresenta:
Sebbene l'etimologia ci consenta di trarre indicazioni precise, la determinazione del filosofo in base alla filosofia, da lui impersonata come concetto e come metodo, resta tuttavia problematica ed è, pertanto, necessario premettere che una definizione ultimativa della filosofia e della sua pratica non può darsi; ogni sistema di pensiero infatti include al suo interno una ridefinizione del concetto di filosofia. La riflessione filosofica, cioè, è un contenitore che permane uguale a se stesso nella forma, ma il cui senso complessivo muta per il contenuto sempre diverso della speculazione stessa elaborata dal filosofo.
Anche John R. Shook nel suo Dictionary of Modern American philosophers sostiene che nel periodo in cui è stato pubblicato il Dizionario l'etichetta di filosofo veniva applicata a qualunque intellettuale avesse scritto qualcosa di filosofia. In realtà si trattava di autori che, definiti genericamente come "filosofi", applicavano considerazioni filosofiche in campi diversi quali la pedagogia, la retorica ecc. Oggi la filosofia, oltre ai tradizionali temi che le sono propri, si caratterizza specificamente come filosofia della mente, filosofia della scienza ecc. e gli esperti che la trattano sono quindi indicati come filosofi della mente, filosofi della scienza ecc.

## Chi può dirsi filosofo?

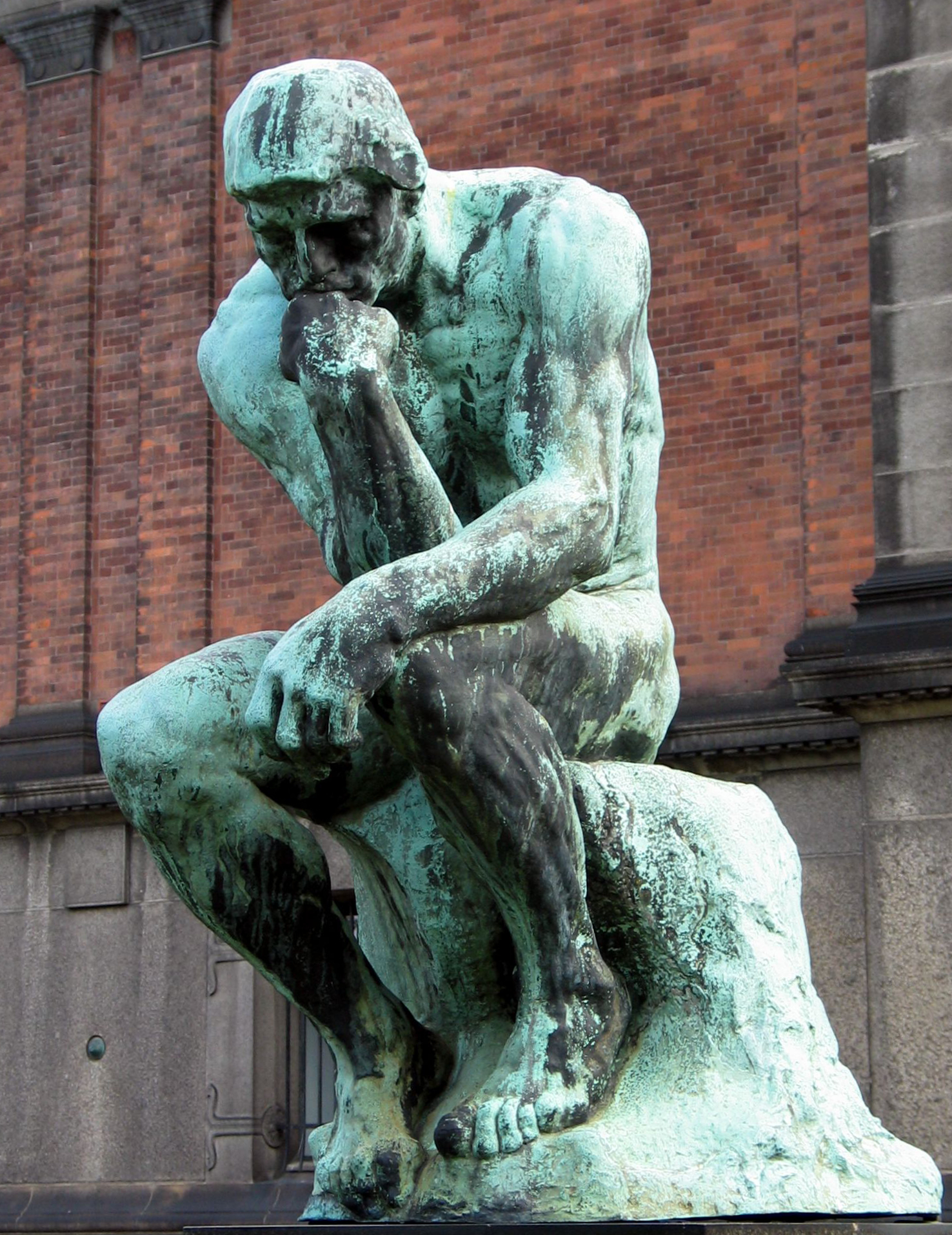
Il pensatore di Auguste Rodin

Un insegnante di filosofia ad esempio non può presentarsi come filosofo perché non insegna la sua personale dottrina ma chiarisce il pensiero di altri e si limita a insegnare ai giovani a riflettere. Lo stesso dicasi per i docenti universitari che per lo più insegnano storia della filosofia, anche se lo fanno con quegli strumenti lessicali e concettuali che già Pierre Hadot criticava, rilevando che una caratteristica centrale dell'università è che si tratta di un'istituzione composta da professori che addestrano altri professori, di specialisti che imparano come formare altri specialisti. A differenza dell'Antichità - in cui l'insegnamento filosofico era diretto all'uomo, affinché si formasse come essere umano - l'università moderna forma professionisti che insegnano a futuri professionisti. Pertanto «la filosofia, piuttosto che proporre un'arte di vivere, viene presentata soprattutto come un "linguaggio tecnico riservato agli specialisti", evitando completamente la sua concezione originale come stile di vita».
Neppure gli storici della filosofia possono dirsi filosofi, poiché è vero che in genere si tratta di autori che scrivono libri di filosofia, ma scrivere di filosofia non comporta essere filosofi, come insegna la figura di Socrate che, grande filosofo, non scrisse nulla, o di altri autori che hanno scritto di filosofia ma sono in realtà semplici divulgatori.

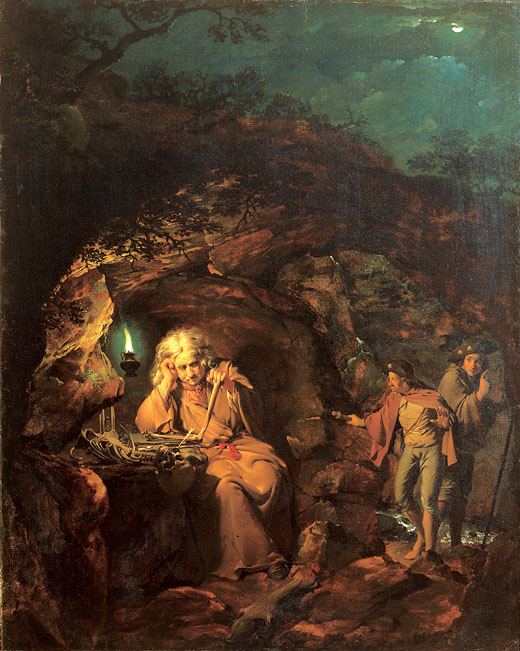
Filosofo alla luce della lampada, di Joseph Wright of Derby (1769)

Potrebbero definirsi filosofi coloro che insegnano la filosofia, ma a differenza di questi i veri "filosofi" lo fanno non in via mediata, attraverso la presentazione del pensiero di altri, ma direttamente attraverso il proprio pensiero, personalmente elaborato. Tuttavia neppure questa definizione è accettabile poiché
In definitiva, chi può dirsi filosofo? Vi sono degli aspetti che si ritrovino in tutti i filosofi tali da giustificare una definizione di filosofo? Non sembra essere possibile poiché 
Wittgenstein per cercare una definizione di filosofo ricorre alla metafora della famiglia dove esiste un complesso di somiglianze «in cui nessuna caratteristica è comune a tutti ma ognuno ha qualcosa in comune con qualcun altro»: così accade nella storia della filosofia, dove i grandi autori del pensiero filosofico si sono posti domande diverse ma alcuni autori hanno avuto affinità con altri e quindi sono tutti legati tra loro. Bertrand Russell, maestro di Wittgenstein e in disaccordo con quest’ultimo, rifacendosi ad Aristotele che concepiva le scienze come "filosofie secondarie", ritiene invece esserci una comunanza tra i problemi scientifici e quelli filosofici, i quali hanno però un aspetto di universalità superiore. Quindi il filosofo sarebbe di per sé uno "scienziato teorico" che elabora in senso generale teorie scientifiche che lo "scienziato pratico" affronta. Heidegger crede invece che il filosofo eserciti uno specifico modo di pensare «rispetto ai nostri problemi e alla vita quotidiana, che fa un passo indietro rispetto alle situazioni in cui viviamo e si chiede il perché degli eventi e cosa essi siano realmente. In tal modo trova quella filosofia che dovrebbe essere presente in tutte le discipline, non la filosofia autonoma».

## La "consulenza" filosofica
In tempi recenti è nata la figura del consulente filosofico: un filosofo, cioè, che dopo la sua formazione superiore nella filosofia teoretica abbia anche conseguito una specializzazione nell'ambito della pratica filosofica, tale che lo abbia reso capace di affrontare, con una metodica filosofica ispirata al pensiero socratico, dialoghi vertenti su problemi concreti e quotidiani secondo le richieste di interlocutori non esperti di filosofia, allo scopo di far conseguire loro uno stato di benessere razionale per la loro vita privata o per il lavoro aziendale.
Caratteristica di questo nuovo modello di filosofia è che esso non viene fornito solo da professionisti della filosofia ma spesso anche da esperti di altri settori scientifici. Così oggi ingegneri informatici, biologi, fisici, medici ritengono utile alla loro ricerca l'approfondimento filosofico.

## Premi di filosofia
Esistono vari premi in filosofia. Tra i più importanti vi sono:
- Premio Kyoto in Arti e Filosofia;
- Premio Schock;
- Premio Avicenna;
- Premio Berggruen.

Alcuni stimati filosofi, come Henri Bergson, Bertrand Russell, Albert Camus e Jean-Paul Sartre, hanno anche vinto il premio Nobel per la letteratura.
Il premio Kluge, assegnato dalla Library of Congress per dare un riconoscimento in discipline per cui non c'è un premio Nobel, è stato assegnato ai filosofi Leszek Kołakowski nel 2003, Paul Ricœur nel 2004 e Jürgen Habermas e Charles Taylor nel 2015.